# دوینتسی
دوینتسی (به بلغاری: Devintsi) یک منطقهٔ مسکونی در بلغارستان است که در شهرستان مومچیلگراد واقع شده‌است.